# モン・パリ

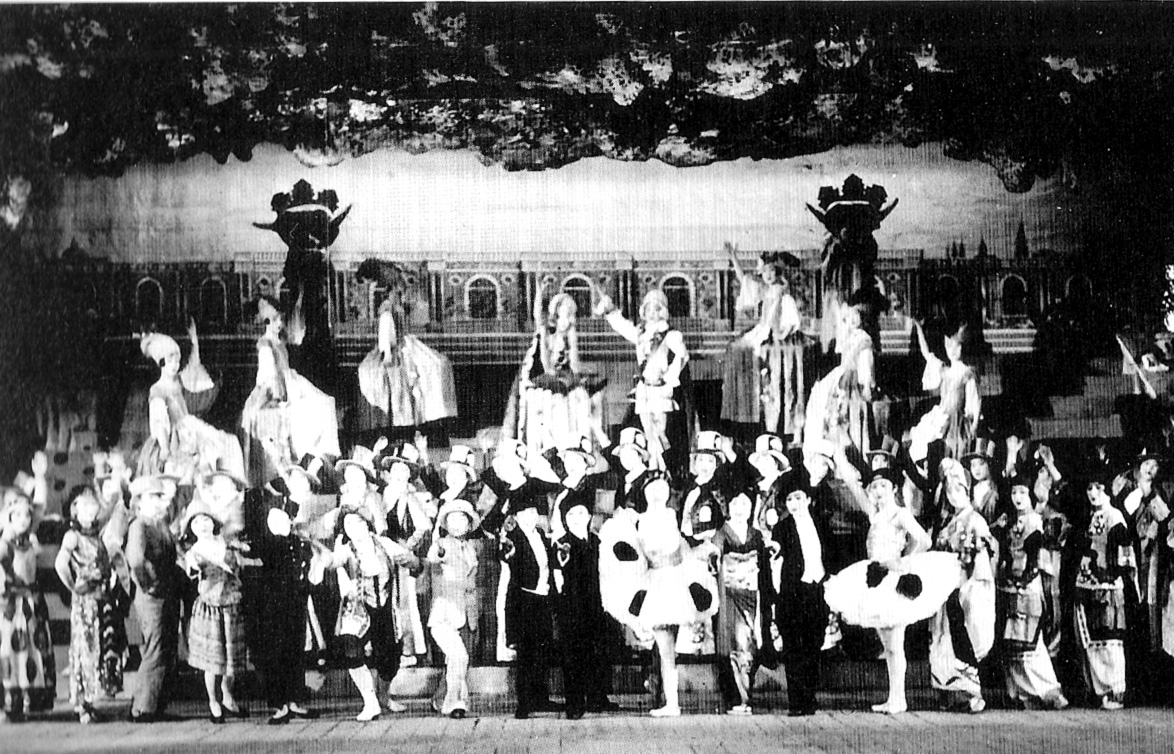
1928年（昭和3年）6月に再上演された『モン・パリ 〜吾が巴里よ!〜』

『モン・パリ 〜吾が巴里よ!〜』（モン・パリ わがパリよ!）は、宝塚少女歌劇団（現・宝塚歌劇団）花組によって兵庫県宝塚市にある宝塚大劇場で、1927年（昭和2年）9月1日に日本で最初に上演されたレビュー。

## 概要
岸田辰彌の作品で、白井鐵造が振り付けを担当。岸田は1919年（大正8年）から宝塚少女歌劇団の劇作家であり、小林一三の命を受けて海外を視察した。岸田自身がモデルの串田福太郎という人物が見たパリや外国の風景を再現するという内容。
登場延べ人員250人、幕無し16場という宝塚初の大掛かりなものとなった。宝塚で二か月上演した後、東京の歌舞伎座で上演。昼夜二回の興行も押すな押すなの景気ぶりとなった。
レビューという言葉が初めて冠された作品で、大階段やラインダンスなども登場させて、今日の宝塚歌劇団のスタイルを確立させた。
幕なし16場の巴里の香り漂うレビューの登場、というふれこみだった。中でも、衣装のズボンを汽車の動輪に見立てたラインダンスが有名。主題歌も当時、全国的に流行した（岸田辰彌#略歴を参照）。

## 年譜
- 1927年 - 花組が『モン・パリ 〜吾が巴里よ!〜』を初演。
- 1928年 - 月組、雪組、花組が再演。
- 1947年 - 花組、月組が再演。
- 1957年 - 雪組が再演。
- 1977年 - 『モン・パリ誕生50年祭』を開催。雪組、花組がモン・パリ誕生50年を記念して『ザ・レビュー』を上演。
- 1987年 - 花組、雪組がモン・パリ誕生60周年を記念して『ザ・レビュースコープ』を上演。
- 1997年 - 花組がモン・パリ誕生70周年を記念して『ザッツ・レビュー』を上演。
- 2005年 - 宙組がモン・パリ誕生77周年を記念して『レヴュー伝説』を上演。
- 2017年 - 月組がモン・パリ誕生90周年を記念して『カルーセル輪舞曲（ロンド）』を上演。

## 関連事項
- 1929年（昭和4年）に同演目の花組による歌唱を収録したレコードが2社から発売され、大ヒットとなった。
  - コロムビア 25722A - 表記は『モン巴里』
  - オリエント 4218～4219
- モン・パリ誕生50年祭[4]
- ’87TMP音楽祭「ラ・シャンソン」－モン・パリ誕生60周年記念－
- ザ・レビュースコープ
- レビュー記念日は、その『モン・パリ 〜吾が巴里よ!〜』誕生を記念して催されるイベント。初日が1927年（昭和2年）9月1日だったため、毎年9月1日、通常の公演の終了後にミニコンサートが行われる。なお、2018年現在は行われていない。